# Daniel Pischzan
Daniel Pischzan (* 28. August 1972) ist ein deutscher Gewichtheber.

## Werdegang
Daniel Pischzan tritt für den SV Germania Obrigheim an. Pischzan ist verheiratet und hat 2 Kinder. Am 16. Dezember 2006 absolvierte er seinen 100. Bundesligawettkampf für den SV Germania Obrigheim.

## Erfolge
- 1991 Vizeeuropameister der Junioren
- 1992 Vizeweltmeister der Junioren
- 1999 3. Platz deutsche Mannschaftsmeisterschaft
- 2000 deutscher Meister im Superschwergewicht der Aktiven
- 2001 3. Platz deutsche Mannschaftsmeisterschaft
- 2002 2. Platz Bundesliga Mitte
- 2003 deutscher Mannschaftsmeister
- 2005 deutscher Vizemeister im Superschwergewicht der Aktiven
- 2005 deutscher Vize-Mannschaftsmeister
- 2007 deutscher Vize-Mannschaftsmeister

Bestleistungen:
- Reißen: 165,0 kg
- Stoßen: 210,0 kg
- Zweikampf: 375,0 kg

| Personendaten    | Personendaten          |
| ---------------- | ---------------------- |
| NAME             | Pischzan, Daniel       |
| KURZBESCHREIBUNG | deutscher Gewichtheber |
| GEBURTSDATUM     | 28. August 1972        |